# Greg Abbott
Gregory Wayne "Greg" Abbott, född 13 november 1957 i Wichita Falls i Texas, är en amerikansk republikansk politiker och advokat som är Texas guvernör sedan januari 2015. Han var till dess delstaten Texas justitieminister från december 2002. Han är den tredje guvernören i en amerikansk delstat som permanent använder rullstol. Han är också den första guvernören i Texas historia med en känd funktionsnedsättning. Abbott valdes till guvernör 2014 och omvaldes 2018 och 2022.
Han försvarade framgångsrikt delstaten Texas rätt att visa de tio budorden framför Texas State Capitol i Austin, i ett fall i USA:s högsta domstol år 2005 känt som Van Orden v. Perry.

## Biografi
Abbott föddes den 13 november 1957 i Wichita Falls och har engelsk härkomst. Hans mamma, Doris Lechristia Jacks Abbott, var husmor och hans pappa, Calvin Roger Abbott, var börsmäklare och försäkringsagent. När han var sex år gammal flyttade de till Longview och familjen bodde där i sex år. I början av gymnasiet flyttade familjen till Duncanville. Under hans andra år på gymnasiet dog hans pappa av en hjärtattack och hans mamma började arbeta på ett fastighetskontor. I gymnasiet röstades han fram som "mest sannolik att lyckas".
År 1981 tog han en kandidatexamen i företagsekonomi i finans vid University of Texas i Austin. År 1984 tog han juristexamen vid Vanderbilt University Law School i Nashville, Tennessee.
Den 14 juli 1984 när Abbott var 26 år, blev han förlamad nedanför midjan när en ek föll på honom medan han joggade efter en storm. Han stämde husägaren och förhandlade fram ett försäkringsavtal värt mer än 10 miljoner dollar.

## Guvernör i Texas
Abbott vann guvernörsvalet i Texas 2014 överlägset, med över 20 procentenheters marginal, mot demokraten Wendy Davis.
I oktober 2016, skickades explosiva paket till Abbott och president Barack Obama. Abbotts paket exploderade inte när han öppnade det  för att han öppnade paketet felaktigt.
Till skillnad från hans två omedelbara företrädare George W. Bush och Rick Perry, har Abbott sagt att han inte har någon avsikt att kandidera till USA:s president.
I ett brev daterad 27 maj 2017, uppmanade VD:erna för 14 stora företag, däribland Facebook, Apple, Microsoft och Amazon Abbott att inte godkänna diskriminerande lagstiftning. Det gällde ett lagförslag vilket skulle kräva av transgender-personer att använda toaletter för det kön som anges på deras födelsecertifikat, inte det efter deras egna val.
Efter skolskjutningen i Santa Fe, Texas den 18 maj 2018, sa Abbott att han skulle börja arbeta med statliga lagstiftare och samhällen över Texas på förslag för att förhindra vapenvåld i skolorna.

### Guvernörsvalet i Texas 2018
I januari 2017, Abbott var enligt uppgift att samla in pengar till ett 2018 omval som guvernör; från och med december 2016, hade han 34,4 miljoner dollar till hands för sin kampanj, varav han samlade in 9 miljoner dollar under andra halvåret 2016.
Abbott meddelade formellt sin omvalskampanj den 14 juli 2017. Den 6 november besegrade Abbott den demokratiska kandidaten Lupe Valdez med ungefär 56 procent av rösterna.
Han omvaldes även 2022.

### Abort
Den 18 maj 2021 undertecknade Abbott lagstiftning som förbjuder abort när ett fosters hjärtslag upptäcks, vilket faktiskt förbjuder de flesta aborter i delstaten.

## Privatliv
År 1981 gifte sig Greg Abbott med mexikan-amerikanen Cecilia Phalen Abbott. De har en adopterad dotter. Abbott är den tredje valda guvernören i en amerikansk delstat att använda rullstol efter Franklin D. Roosevelt i New York (1929–1932) och George Wallace i Alabama.